# Sverre Kolterud
Sverre Cristiansen Kolterud (* 15. März 1908 in Dokka; † 7. November 1996 in Oslo) war ein norwegischer Nordischer Kombinierer.

## Werdegang
Kolterud wuchs als Sohn einer skibegeisterten Familie auf. Bei den Norwegischen Junioren-Meisterschaften 1928 gewann er Bronze im Skispringen. Drei Jahre später gewann er bei der Nordischen Skiweltmeisterschaft 1931 in Oberhof die Silbermedaille im Einzel der Kombination hinter Johan Grøttumsbråten. Bei den Olympischen Winterspielen 1932 in Lake Placid verpasste er in der Kombination nur knapp die Medaillenränge und wurde am Ende Vierter. Bei der Nordischen Skiweltmeisterschaft 1934 in Sollefteå gewann er nach 1931 erneut Silber. Für die Olympischen Winterspiele 1936 wurde er erneut nominiert, konnte aber auf Grund seiner Verletzung nicht mehr daran teilnehmen.
Nachdem er seine aktive Karriere beendet hatte, unternahm er diverse Reisen nach England und in die Vereinigten Staaten gemeinsam mit der Eiskunstläuferin Sonja Henie. 1942 war er in der norwegischen Filmproduktion Trysil-Knut als Stuntman für den Hauptdarsteller aktiv und übernahm alle Skiszenen für diesen. Im Anschluss daran arbeitete er in einem Sportgeschäft und später dann in einer Bank in Oslo.